# Urlaţi
Urlați (rumænsk udtale: [urˈlat͡sʲ]) er en by i distriktet Prahova i Muntenien, Rumænien. I 2011 havde den en befolkning på 10.131 (2021) indbyggere. Byen administrerer seksten landsbyer: Arioneștii Noi, Arioneștii Vechi, Cherba, Jercălăi, Mărunțiș, Orzoaia de Jos, Orzoaia de Sus, Schiau, Ulmi, Valea Bobului, Valea Crângului, Valea Mieilor, Valea Nucetului, Valea Pietrei, Valea Seman og Valea Urloii.

## Beliggenhed
Byen ligger i den sydlige, centrale del af distriktet og  grænser op til følgende kommuner: Ceptura mod nordøst, Tomșani mod sydøst, Albești Paleologu mod syd, Valea Călugărească mod sydvest, Plopu mod vest, og Iordăcheanu mod nord.
Urlați ligger i den sydlige del af Østkarpaterne. Distriktets  hovedstad Ploiești ligger ca. 20 km mod sydvest.
Den 94 km lange biflod til Prahova, Cricovul Sărat løber gennem Urlați.

## Historie
Arkæologiske fund viser, at området har været beboet siden bondestenalderen og bronzealderen. Urlați blev første gang nævnt i et dokument i 1515. Stedet tilhørte successivt forskellige walakiske adelsfamilier og levede af landbrug og vindyrkning. I 1711 holdt den valakiske prins Constantin Brâncoveanu en militærlejr her. I slutningen af det 19. århundrede var Urlați hjemsted for nogle rumænske hærenheder. I dag er tekstil-, bygge- og fødevareindustrien samt landbruget de vigtigste økonomiske aktiviteter.